# Circonfisso
Il circonfisso è un elemento morfologico (di flessione o derivazione delle parole) costituito da due elementi, collocati prima e dopo il morfema lessicale ("radice"). A differenza di prefissi, suffissi e infissi, che sono di norma costituiti da un segmento continuo, i circonfissi sono costituiti da due elementi separati. Per riferirsi ad essi si parla infatti anche di "morfemi discontinui".
Benché meno frequenti degli altri elementi morfologici, i circonfissi si trovano in diverse lingue. Ad esempio in milanese la seconda persona del verbo è formata da un morfema di questo tipo: tì, te-dis-et, in confronto all'italiano tu dic-i (solo suffisso). Una morfologia di questo tipo è particolarmente frequente in berbero. Un esempio parallelo al milanese si ha nel verbo: te-nni-ḍ "hai detto", ma anche nei nomi e negli aggettivi, ad esempio, il femminile è solitamente marcato da un circonfisso t ... t : ameqran "grande" (m.) vs. tameqrant "grande" (f.).
Altri esempi di circonfissi in lingue europee si hanno, ad esempio
- in tedesco, dove il participio passato dei verbi è di norma formato con ge-...-t (ad esempio, da sagen "dire > ge-sag-t "detto");
- in greco antico, che formava i tempi del passato mediante morfemi suffissali ma anche prefissi di vario tipo ("aumento" e "raddoppiamento"), ad esempio il perfetto le-loip-a "ho lasciato (presente leip-ō "lascio", con solo suffisso).

Storicamente, i circonfissi derivano spesso dalla grammaticalizzazione di un suffisso e di un prefisso, perlopiù in epoche storiche diverse. Ad esempio, nel caso dei nomi berberi, il circonfisso deriva dalla grammaticalizzazione di un antico articolo determinativo differenziato secondo i generi (maschile a-, femminile ta-) preposto a nomi già differenziati mediante suffissi (zero per il maschile, -t per il femminile).